# エル・カンターレ ファイト

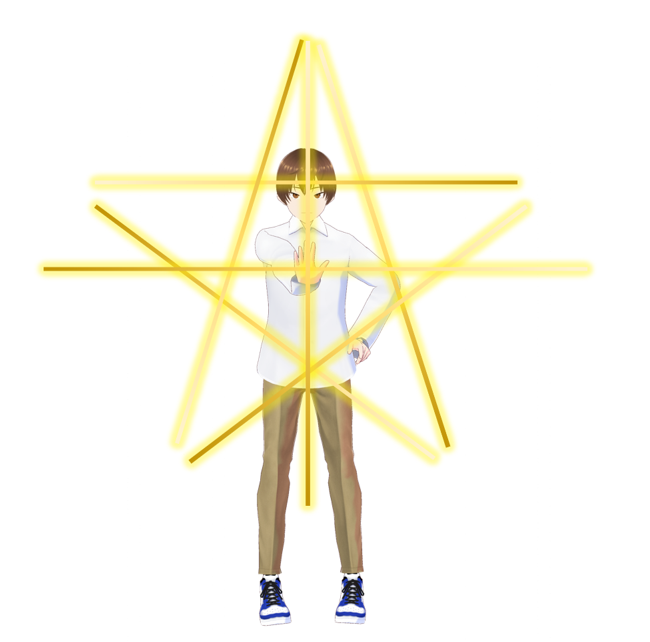
エル・カンターレ ファイト　十字と五芒星

エル・カンターレ ファイト（英語: El Cantare fight）とは、「悪魔（サタン）追放の祈り」として行われる、幸福の科学における修法である。この項目では他に、「病を癒す祈り」として行われる修法、エル・カンターレ ヒーリングについても記述する。

## 概要
エル・カンターレ ファイトとは、幸福の科学において、「悪霊・悪魔・サタン追放の祈り」として行われる修法である。経文を念じながら目の前で十字を二回切り、五芒星を描いて右手を突き出すという動作を行うと、悪なる者が追い払われるとされるものである。幸福の科学によると、エル・カンターレ ファイトを行ずることにより、地球神エル・カンターレの光（救済のエネルギー）を自分が直接受け止め、サタンと戦うことができるという。
エル・カンターレ ファイトは1992年3月20日に大川隆法の講演会『信仰と祈り』で初めて発表され、瞬く間に信者の間に広まったとされる。
取材によると、当時、エル・カンターレ ファイトが最も積極的に行われていたのは、講談社フライデー事件の裁判集会の時であり、景山民夫、小川知子などもエル・カンターレ ファイトを行ったという。また、講演会の大川隆法の登壇前などにも、会場の波動を整える（結界を作る）と称して行われることがあり、東京ドームでの講演の際にも会場の全員で行われたという。
エル・カンターレ ファイトは幸福の科学の信者同士、教団職員同士でもお互いにやりあう光景も見られるという。肩こりがしたり、イライラしたりするとそれを「魔の攻撃」と解釈してエル・カンターレ ファイトを行じたり、また、「部屋が陰気だ」「意地悪な上司がいる」といった比較的、身近な理由に対してもエル・カンターレ ファイトが行じられたという。ただし、エル・カンターレ ファイトの手引書によると、「※この修法は危機に遭遇した場合の修法です。安易な使用は避けて下さい」とあり、軽率なエル・カンターレ ファイトの使用を戒めている。
エル・カンターレ ファイトの行い方は、幸福の科学に帰依した信徒に配布される経文『祈願文』の「悪霊撃退の祈り」の中で説明されている。エル・カンターレ ファイトは信仰心が前提であるため、帰依した会員でなければ効果がないという。また、原則として、信じる力が強ければ、奇跡が起きるという。
正会員のみに許されたエル・カンターレ ファイトであるが、幸福の科学においては基本的な修法であり、一例として幸福の科学学園では中学1年生向けのシラバスにも組み込まれている。

## やり方
1. 足を肩幅くらいに開き、胸を悠然と構え、合唱をして主への祈りを詠唱する。

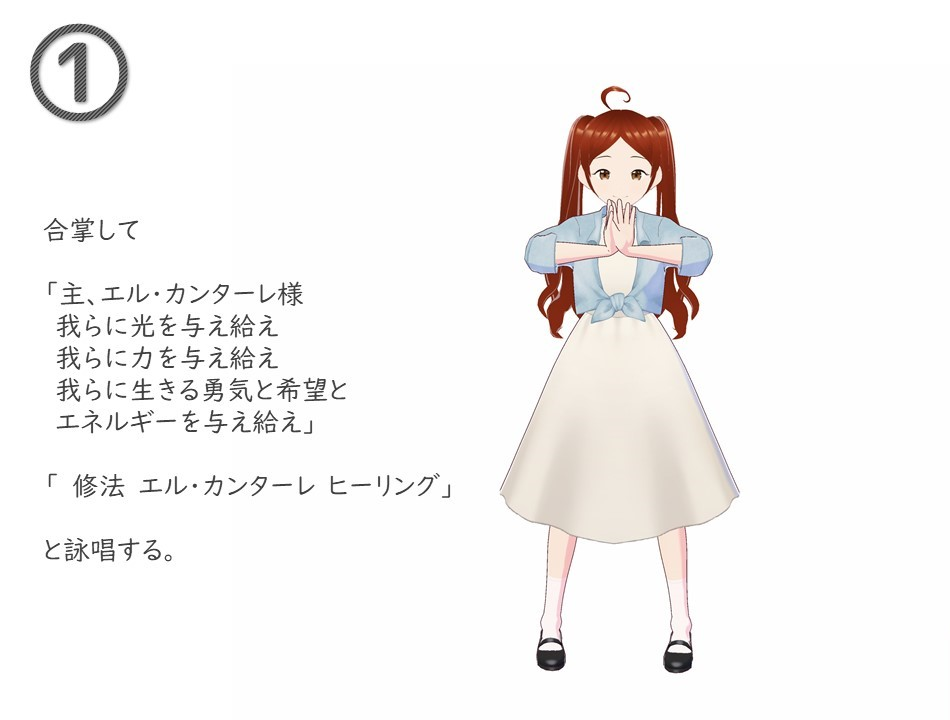
合掌と詠唱
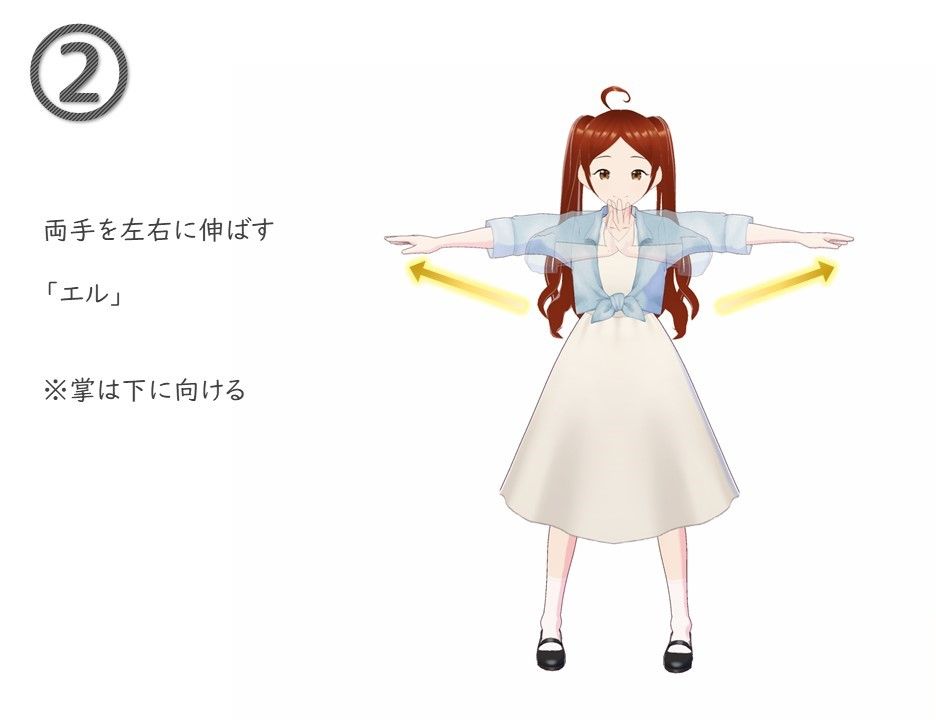
エル
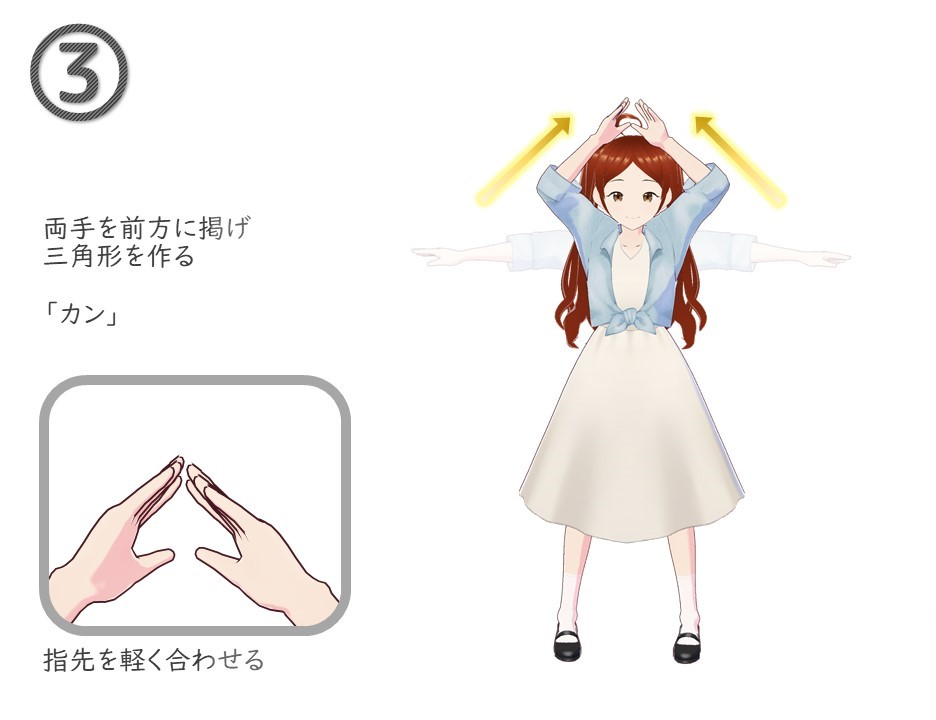
カン
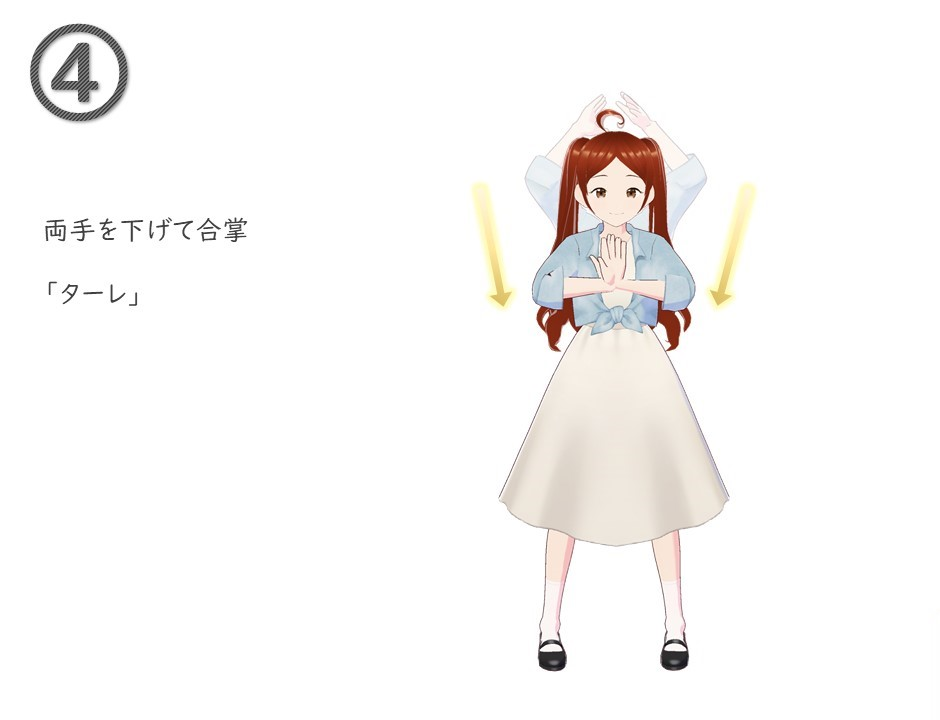
ターレ
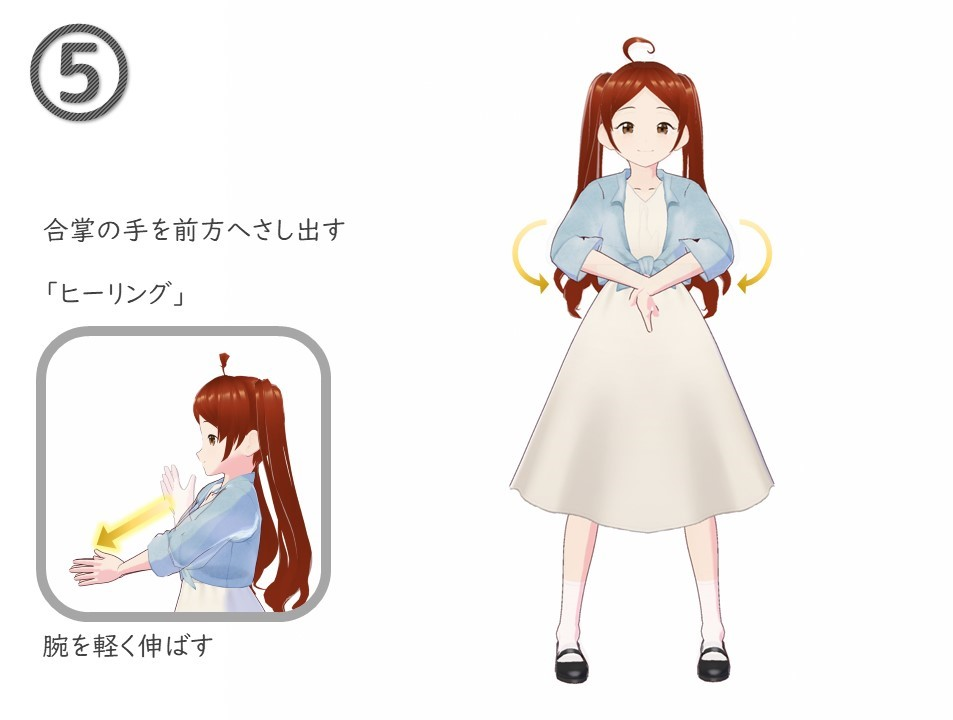
ヒーリング！
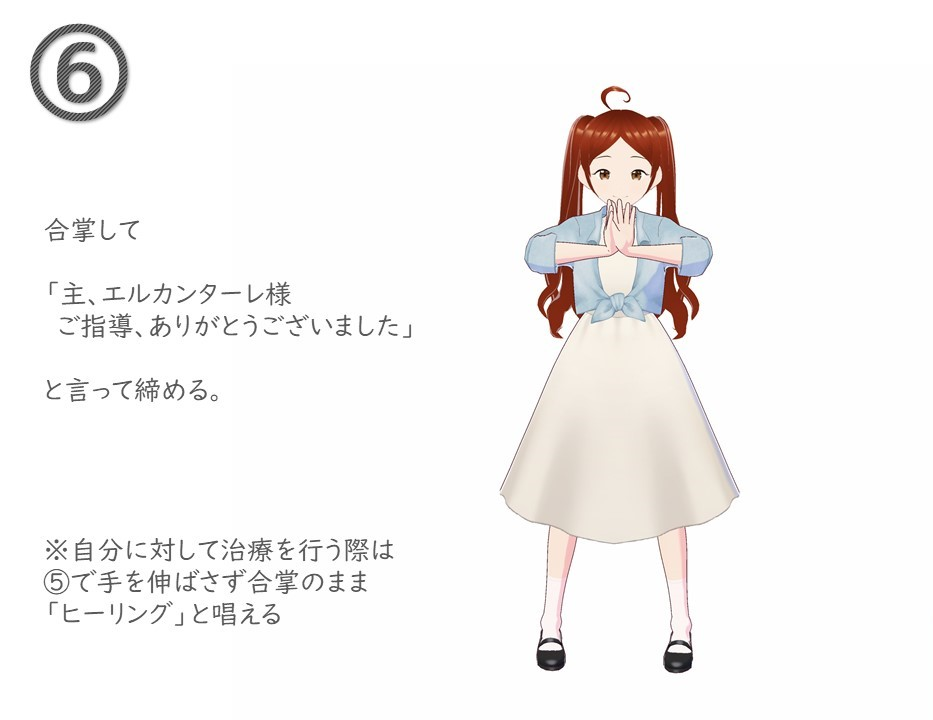
合掌

2. 左手を腰に当て、「ライト！」「クロス！」と言いながら右手で十字を切る。これを2回行う。
3. 右手を上方に掲げ、そこから五芒星を斬りながら「エル」「カン」「ターレ」と言う。
4. 五芒星の中心に右手のひらを突き出し、「ファイト！」と叫ぶ。突き出した姿勢を30秒ほど維持する。

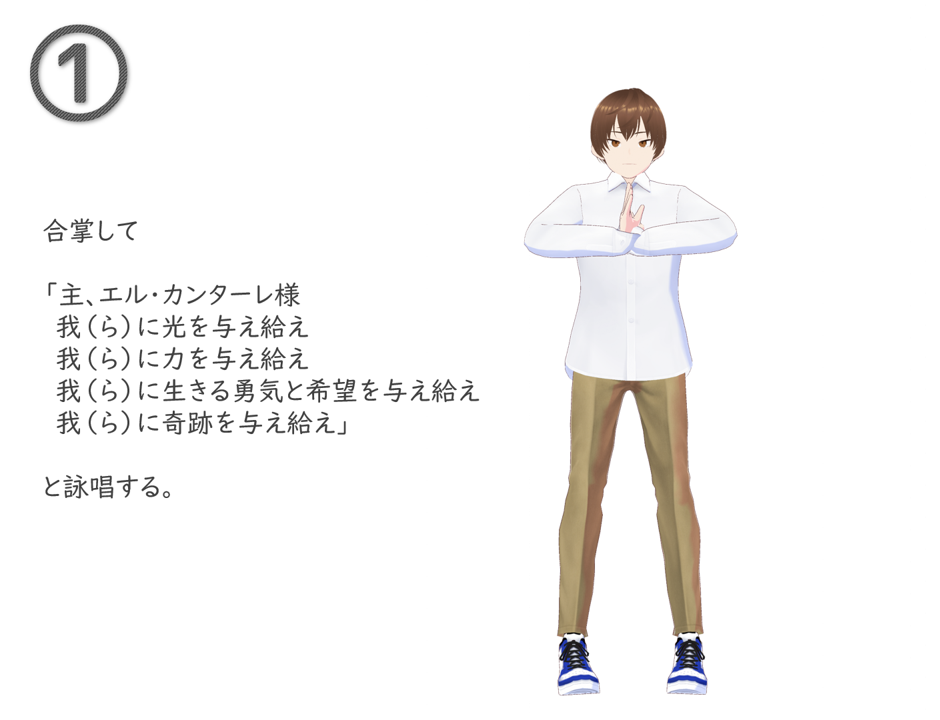
合掌と詠唱
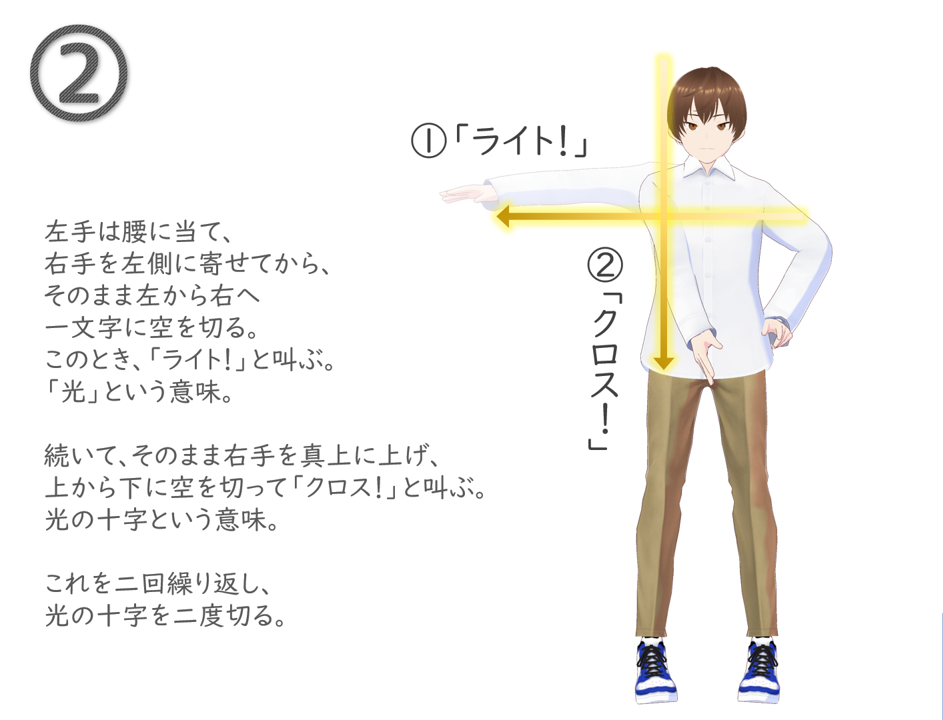
ライト！クロス！
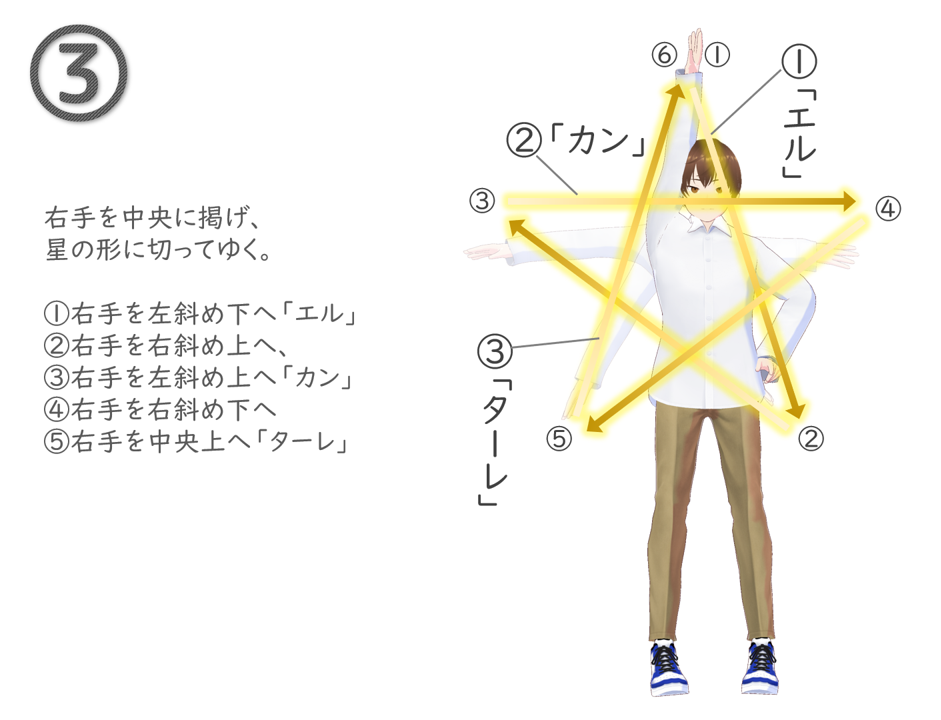
エル・カンターレ！
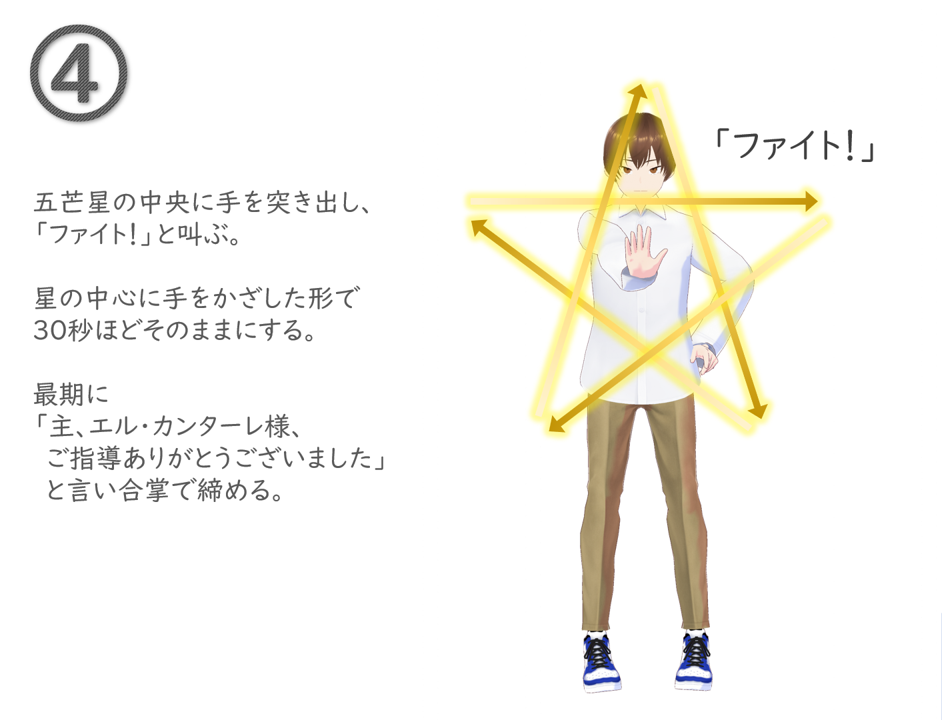
ファイト！

## 効能
幸福の科学によると、エル・カンターレ ファイトを行じ、五芒星の真ん中に手をかざしたときに、術者の眉間、手の真ん中、正心宝（信徒が身に着けるネックレス）の3点から光がほとばしるという。
エル・カンターレ ファイトの護身効果については、幸福の科学の指導局が発行した文章では、次のように記されている。
「幸福の科学」教団と幸福の科学出版から出版される書籍では、さまざまエル・カンターレ ファイトの効能が紹介されている。一例として、「『月間　ザ・伝道　別冊』東日本大震災　信仰の奇跡」では、東日本大震災で自宅の中で津波に呑まれた男性が、心の中で何度も「エル・カンターレ ファイト」を唱えると、まるで何かに押し上げられるように体が浮き上がり、九死に一生を得たという体験談を紹介している。

## タイムズスクエアにおけるエル・カンターレ ファイト
2020年4月、幸福の科学のニューヨーク支部の指導者たちによって、コロナによる都市封鎖下のタイムズスクエアで、コロナの蔓延に対抗するためとして、エル・カンターレ ファイトとエル・カンターレ ヒーリングが行われた。このエル・カンターレ ファイトの様子は、教団の公式youtubeチャンネルや教団のfacebookなどを通して世界中に配信された。このエル・カンターレ ファイトは都市封鎖下の市街で行われたものであったため、教団のfacebookに寄せられたニューヨーク市民からのコメントは批判的なものもあった。ニューヨーク市に本社を置く高級日刊新聞紙ニューヨーク・タイムズはこのエル・カンターレ ファイトの様子を紹介した上で、信仰心によってコロナを癒し防ぐことができるという同教団の主張をやや懐疑的な視点で記事にした。また、ロックダウン下でのエル・カンターレ ファイトについて、HARBOR BUSINESS Online紙上でも藤倉善郎がニューヨークタイムズの記事を引き合いに出しつつ集団感染のリスクについて批判的なコメントを投げかけた。

## フィクションにおけるエル・カンターレ ファイト
この「エル・カンターレ ファイト」の様は、一般の劇場公開映画や、一般書店での市販の漫画でも登場している。
映画「心霊喫茶「エクストラ」の秘密－The Real Exorcist－」
2020年5月に公開された幸福の科学出版製作の実写映画、「心霊喫茶「エクストラ」の秘密-The Real Exorcist-」では、千眼美子の演じる霊能者サユリが、エル・カンターレ ファイトによって悪魔と戦う。劇中、何度かエル・カンターレ ファイトを行うシーンがあり、サユリが十字を切ると光の筋が浮かび上がり、五芒星と共に光が敵にほとばしる演出がある。エル・カンターレ ファイトは大川隆法が作詞作曲したテーマ曲、「The Real Exorcist」の歌詞にも織り込まれており、大川隆法の娘であり、幸福の科学の副理事長でもある大川咲也加が「Fight! Fight! Fight!」と歌っている。
映画「永遠の法 The Laws of Eternity」
2006年9月に公開された幸福の科学出版製作のアニメ映画「永遠の法 The Laws of Eternity」にもエル・カンターレ ファイトが登場する。映画終盤、天界を侵食する悪魔の大群に対して、ゴッド・イーグルと名のる古代インカのシャーマンたちは、エル・カンターレ ファイトを行じて山を砕いて悪魔の入り口を封鎖し、天界を守った。
映画「ノストラダムス戦慄の啓示」
1994年9月に公開された、幸福の科学出版製作の実写映画「ノストラダムス戦慄の啓示」にも、エル・カンターレ ファイトが登場する。作品中、地球は未曾有の危機に見舞われ、世界の様々な大都市が次々に崩壊していき、遂には日本へ向けて核ミサイルが発射されようとしていたが、人類の愛の力、エル・カンターレ ファイトによって、ミサイルは倒された。
漫画「降魔法輪」
2001年に「コミックエンゼルス」に掲載された読み切り漫画、「降魔法輪」にもエル・カンターレ ファイトが登場する。主人公の正堂法輪は「波長同通の法則」から見抜いた悪魔を、「信仰の光が この世の悪を打ち砕く――！」というセリフとともに、エル・カンターレ ファイトで撃破する。本作品は「金田一少年の事件簿」で知られる漫画家、さとうふみやが執筆しており、画風や主人公の風貌なども金田一少年に酷似しているため、一部では金田一少年がエル・カンターレ ファイトを行じたとの誤解も見られた。さとうふみやは幸福の科学に対する信仰を公開しており、幸福実現党から選挙に出馬をしたこともある。

## エル・カンターレ ヒーリング
エル・カンターレ ヒーリングとは、「病を癒す祈り」として行われる修法である。これは、1993年2月11日神奈川県横浜市にある横浜アリーナで行われた大川隆法の講演会『愛、無限』で初めて発表された。
エル・カンターレ ヒーリングとは「エル・カンターレの癒し」という意味であるという。帰依した会員のみ使用が許されるという点、信仰心が無いと効果が現れないとされる点はエル・カンターレ ファイトと同様である。エル・カンターレ ヒーリングは、『祈願文』の「病気平癒祈願」に収められている。
大川隆法の著した『心と体のほんとうの関係』によると、エル・カンターレ ヒーリングには直接、病人の前で行ずる方法と遠隔で行ずる方法があり、同書によると、「地球の裏側にいても効く」という。また、同書では、「エル・カンターレ の力を心底信ずることができるならば、体のなかの癌細胞さえ消すことが可能」と主張している。
『心と体のほんとうの関係』のエピローグ最終章「現代医学と宗教」に書かれた大川の教えには「現代医学も神仏の指導の下にあり、その医療系の神々のルーツにはヘルメス神に行き当たる」とし「医学と宗教は対立するものではなく、協調・協力によって、人々の幸福を広げてゆくことができる」としている。

### やり方
1. 足を肩幅くらいに開き、胸を悠然と構え、合掌をして主への祈りを詠唱する
2. 両手を水平に左右に伸ばす
3. 両手を頭上に掲げる
4. 両手を下げて合掌
5. 合掌の手を前方へ
6. 合掌して主への感謝を捧げる

- 合掌と詠唱
- エル
- カン
- ターレ
- ヒーリング！
- 合掌

## その他
2004年にキングス・カレッジ・ロンドンが実施した幸福の科学の会員を対象としたアンケート調査では、会員が選ぶ幸福の科学に魅力を感じる理由として、「教義（1位/67.1%）」「霊言（3位/41.5%）」などの中、「エル・カンターレ ファイト/エル・カンターレ ヒーリング等の修法」は13位/9.1%であった。